# Филиппов, Иван Гаврилович
Ива́н Гаври́лович Фили́ппов (1884, Ряжск — 8 мая 1940, Магадан) — деятель ГПУ/НКВД СССР, капитан государственной безопасности, начальник Севвостлага. Входил в состав особой тройки НКВД СССР, внесудебного и, следовательно, не правосудного органа уголовного преследования.

## Биография
Иван Гаврилович Филиппов родился в 1884 году в Ряжске Рязанской губернии. Работал учеником, а далее токарем на заводе в Санкт-Петербурге. Участник Первой мировой войны. В 1917 году вступил в РКП(б), а с 1918 года и до своих последних дней работал в органах ВЧК−ОГПУ−НКВД.
В 1926—1929 годы — член коллегии НКВД, начальник Соловецкой разгрузочной комиссии.
С 20 ноября 1931 по 26 мая 1932 — начальник Вишерского ИТЛ.
С 27 октября 1934 по 17 декабря 1937 — начальник Севвостлага. Этот период отмечен вхождением в состав особой тройки, созданной по приказу НКВД СССР от 30.07.1937 № 00447 и активным участием в сталинских репрессиях.

## Завершающий этап
Арестован 17 декабря 1937 года. Умер 8 мая 1940 года во время следствия в Магаданской тюрьме. Реабилитирован 29 мая 1956 года.

## Упоминания в искусстве
Иван Гаврилович Филиппов является одним из действующих лиц документального фильма «Соловки» 1928 года и нескольких автобиографичных произведений Варлама Шаламова, в частности, набросков романа «Берзин» и «Колымских рассказов». В последних утверждалось, что он пользовался огромным авторитетом, среди лагерных работников — за знание всего и вся, и зэков — за добродушный, весёлый нрав, умение и любовь делать добро людям, за то, что был не самым свирепым палачом в рамках возможностей, отводимых должностью. Рассказы легли в основу телесериала «Завещание Ленина», где также нашлось место образу Ивана Филиппова.